# Dendropsophus columbianus
Dendropsophus columbianus é uma espécie de anfíbio da família Hylidae.
É endémica de Colômbia.
Os seus habitats naturais são: campos de altitude subtropicais ou tropicais, pântanos, lagos de água doce, marismas de água doce, pastagens, jardins rurais e lagoas.